# Ksar El Boukhari (distrito)
Ksar El Boukhari é um distrito localizado na província de Médéa, Argélia, e cuja capital é a cidade de mesmo nome. A população total do distrito era de 77 208 habitantes, em 2008.[carece de fontes?]

## Comunas
O distrito está dividido em três comunas:
- Ksar El Boukhari
- Meftaha
- Saneg